# 江の島1dayパスポート
江の島1dayパスポート（えのしまワンデイパスポート）は、かつて小田急電鉄が発売していた周遊券である。2022年9月30日に発売を終了した。

## 概要
小田急線発駅から江ノ島線藤沢駅までの往復乗車券と江ノ島線藤沢駅・片瀬江ノ島駅間と「江の島エスカー」が乗り降り自由で、江の島の観光施設「江の島展望灯台（シーキャンドル）」「江の島サムエル・コッキング苑」「江の島岩屋」が何回でも利用可能周遊券である。有効期間は、使用開始日を含めて1日間。
また、約60箇所の江の島島内の店舗で優待も受けられる他、新江ノ島水族館の入館割引などもある。
藤沢市観光センター・片瀬江の島観光案内所・江ノ島エスカー1区乗り場でも、小田急線の乗車券を除いた形で販売されている。
こちらは小田急の発売終了後も、江の島サムエル・コッキング苑の入園が有料となる17時以降の利用有無によって発売額の異なる「江の島1day」「江の島1day+ナイト」という名称のチケットとなって引き続き発売されている。

## 発売箇所（発売当時）
- 小田急線各駅（片瀬江ノ島駅を除く）
- 小田急トラベル各営業所（一部を除く）
- 藤沢市観光センター
- 片瀬江の島観光案内所
- 江ノ島エスカー1区乗り場

## その他
自動券売機では購入できない時間帯があるので、購入・利用の際は注意が必要である。